# داکا وستین
داکا وستین (Dhaka Westin) یکی از هتل‌های وستین واقع در داکا است. این ساختمان بلندترین هتل در بنگلادش و یکی از بلندترین هتل‌ها در آسیای جنوبی است.